# Oswald Bumke
Oswald Bumke, né en 1877 à Stolp en Poméranie et décédé en 1950 à Munich, est un psychiatre et neurologue allemand, connu pour ses sympathies nazies durant la Seconde Guerre mondiale.

## Biographie
Il a occupé des postes universitaires, notamment à Rostock en 1914, et Breslau et Leipzig. Il succède à Emil Kraepelin à la chaire de psychiatrie de Munich, où il a aussi occupé des postes cliniques comme médecin chef. Héritier direct de la tradition de Kraepelin, il est connu pour avoir continué l'œuvre de son maître, dans une vision scientifique et classificatrice. 
Bumke voulait ancrer la psychiatrie dans la science médicale et critique. C'est ainsi qu'il prend position contre Jung, écrivant, en 1938°:  « (...) ainsi Jung commet-il la même erreur que Freud, et même que Charcot, Bernheim et bon nombre d'autres avant lui : il croit tout ce que ses patients hystériques lui racontent sur l'innocence de leur conscient. »
Bumke est également connu pour avoir rédigé des manuels psychiatriques qui ont été largement diffusés, et pour avoir collaboré avec les SS afin d'essayer d'analyser les motivations d'anti-nazis, parmi lesquels Georg Elser, une des figures majeures de la résistance contre le nazisme.